# Wykusz
Wykusz – forma architektoniczna wzorowana na budownictwie Bliskiego Wschodu (architektura islamu), stanowiąca wystający z lica elewacji fragment budynku poszerzający przylegające wnętrze, nadwieszony powyżej parteru o wysokości jednej lub kilku kondygnacji. Wykusz zazwyczaj wsparty jest na wspornikach, o szerokości jednej osi, z oknami, nakryty osobnym daszkiem.
W gotyku pełnił funkcję toalety, z czasem (od XVI wieku) zatracił pierwotne zastosowanie i stał się elementem wzbogacającym ukształtowanie bryły budynku, powiększającym powierzchnię reprezentacyjnych pokoi i dającym lepsze doświetlenie wnętrza. Popularny szczególnie w angielskiej architekturze pałacowej.

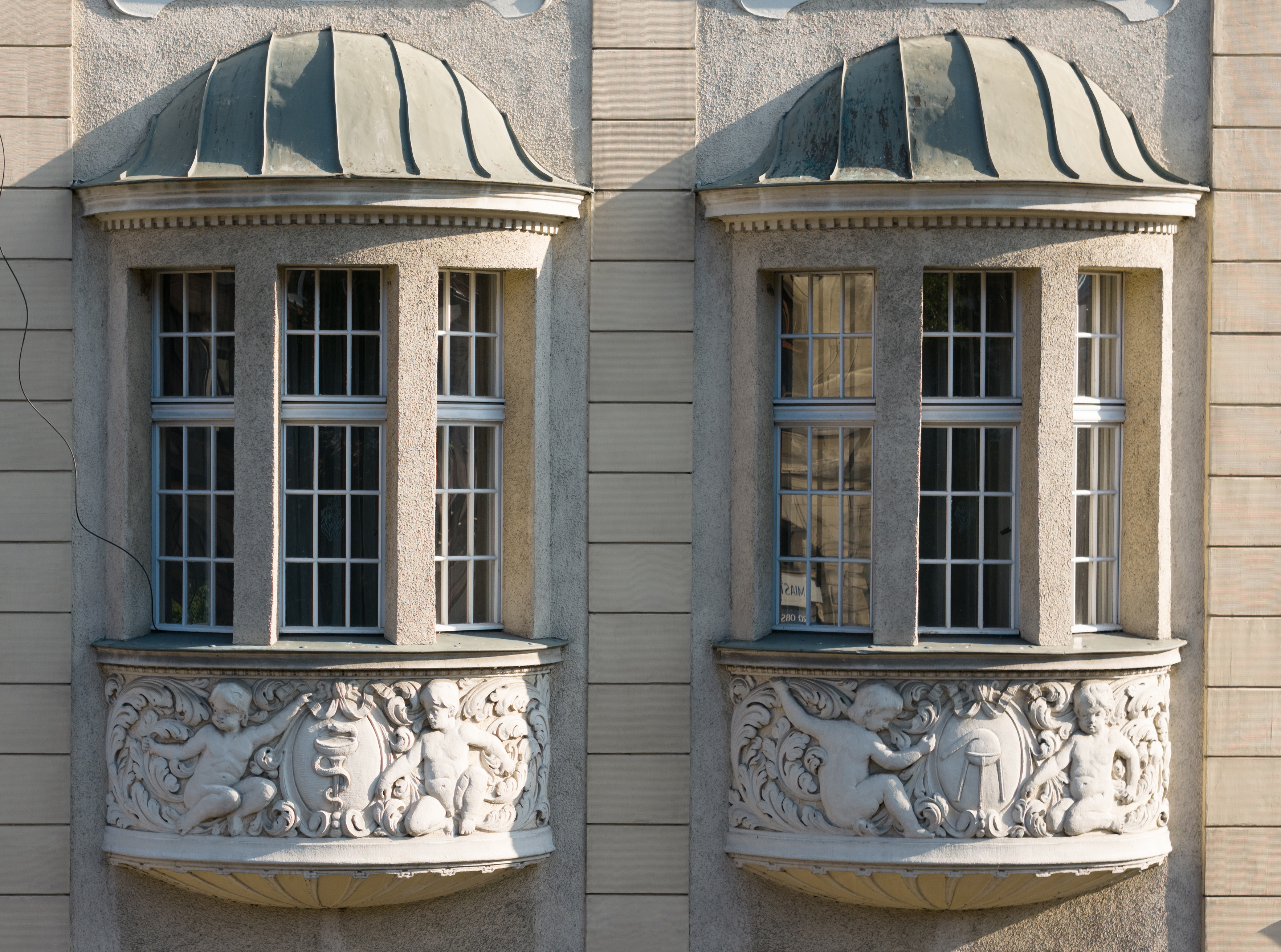
Wykusze na kamienicy w Kłodzku
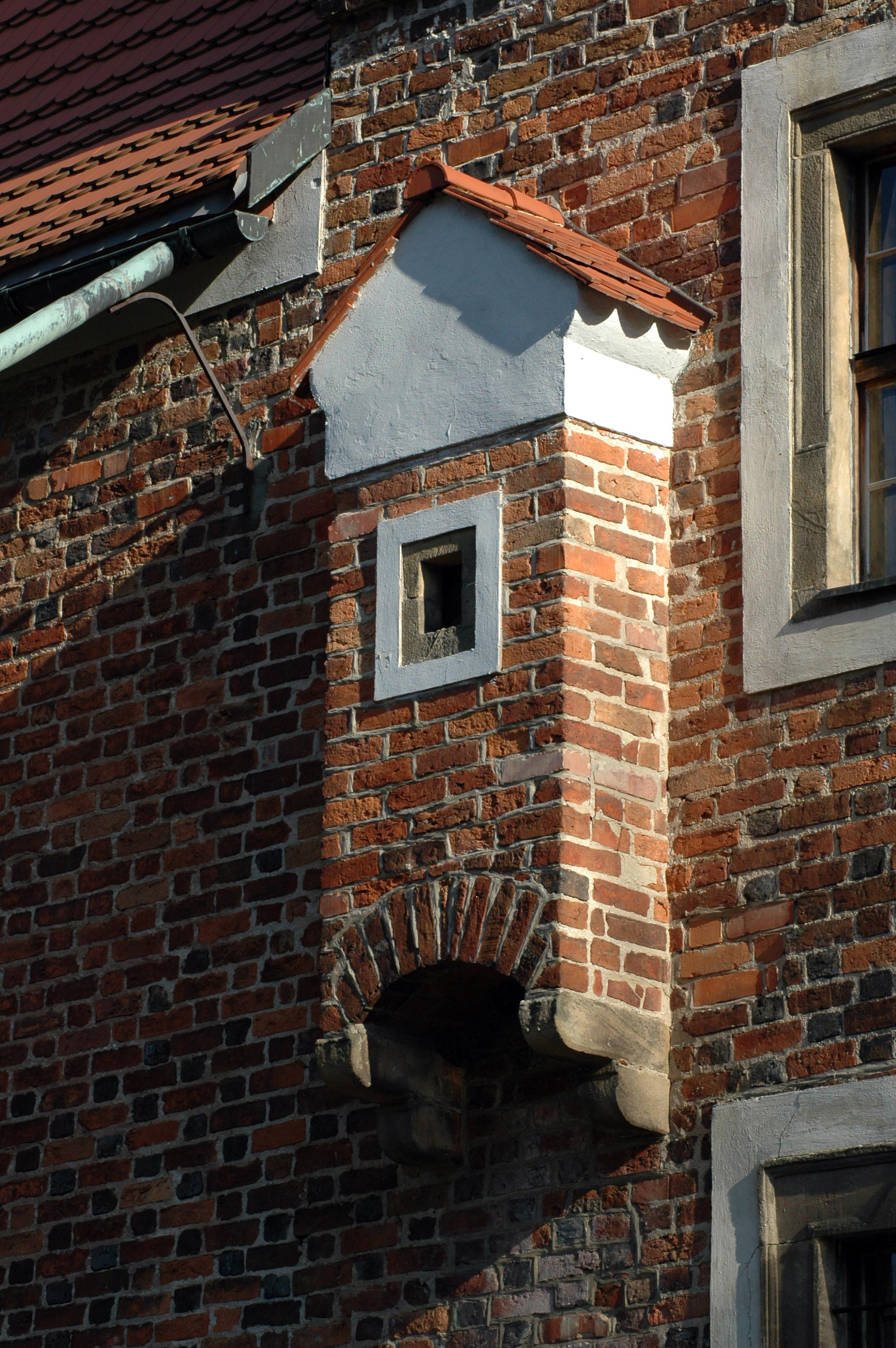
Wykusz latrynowy na Zamku w Wojnowicach
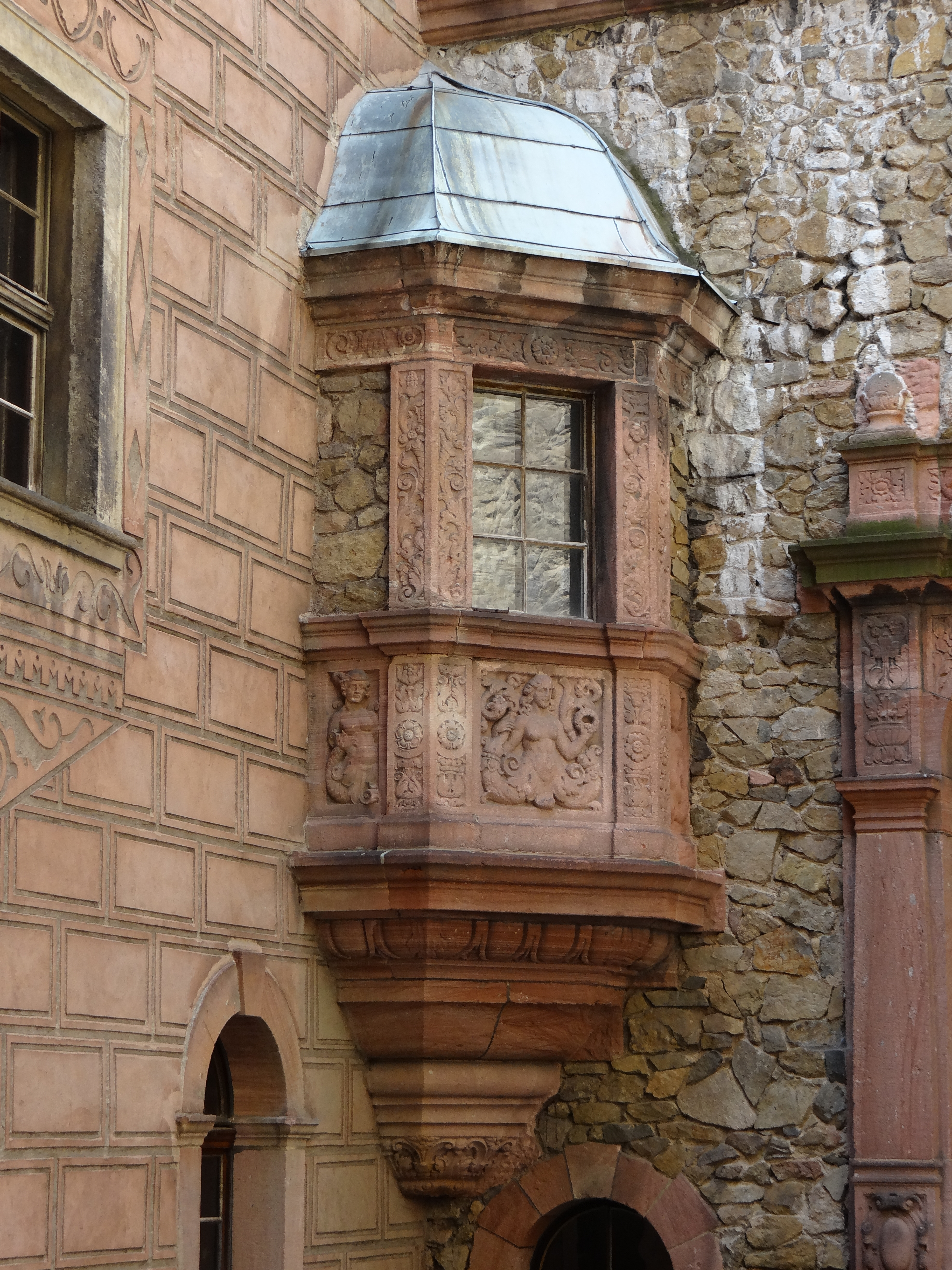
Wykusz na zamku Książ
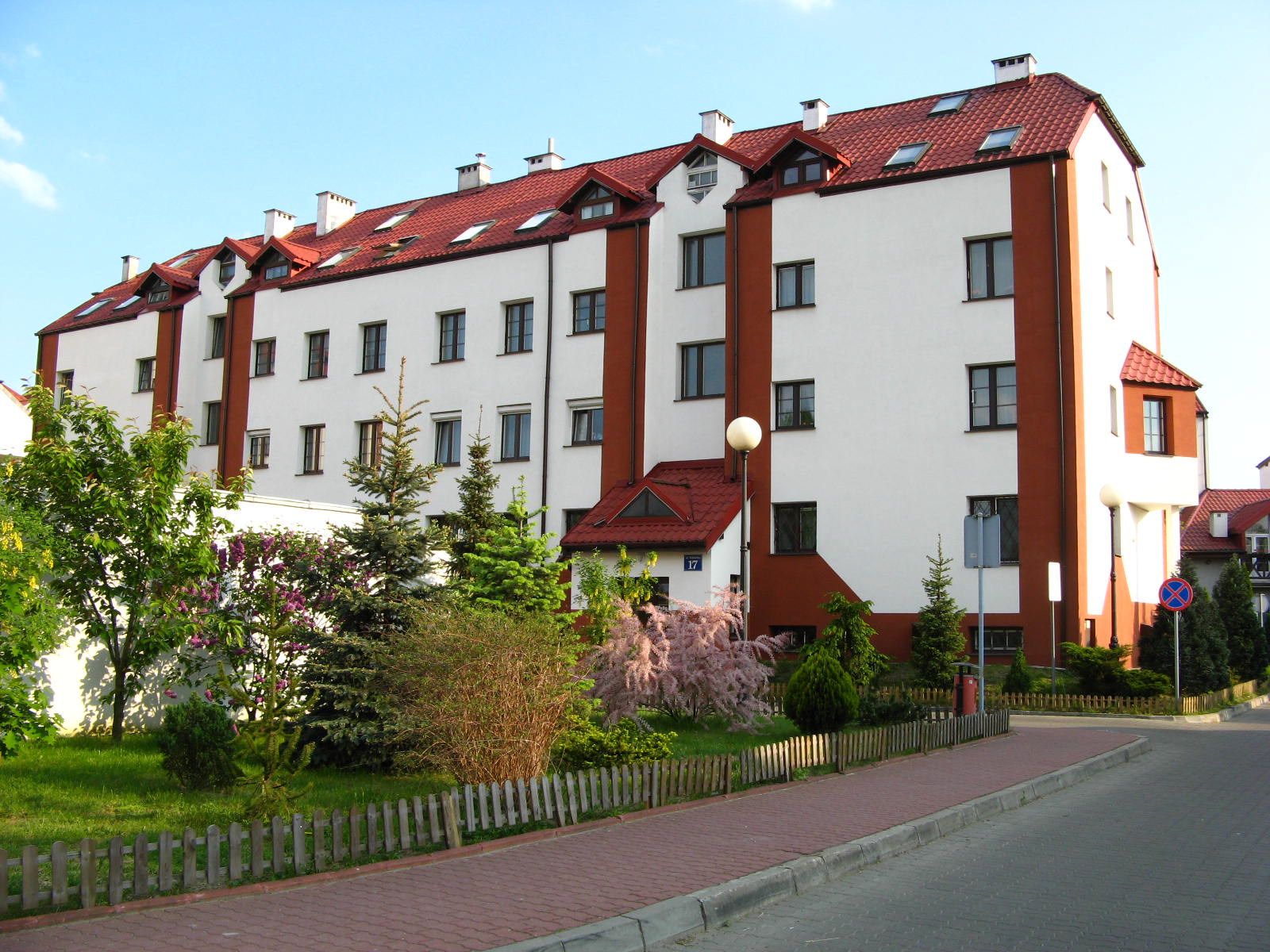
Wykusz we współczesnym budynku mieszkalnym (po prawej)